# Katia Tarasconi
Katia Tarasconi (Piacenza, 5 ottobre 1973) è una politica italiana, sindaca di Piacenza dal 29 giugno 2022.

## Biografia
Nata a Piacenza il 5 ottobre 1973, ha conseguito la laurea in arti grafiche nel 1998 all'Università di Miami, dove ha lavorato per due anni come grafica per il dipartimento di arte editoriale del Miami Herald.
Dopo essere rientrata in Italia, ha lavorato come responsabile commerciale della società di comunicazione piacentina Irix dal 1998 al 2001, della quale è stata amministratrice delegata dal 2001 al 2008.

### Attività politica
È stata assessore al commercio di Piacenza dal 2007 al 2015 nelle giunte comunali di Roberto Reggi e Paolo Dosi.

#### Consigliere regionale
Alle elezioni regionali in Emilia-Romagna del 2014 si candida col Partito Democratico, nella mozione del consigliere uscente Stefano Bonaccini, risultando la prima dei non eletti nella circoscrizione di Piacenza, ma riesce ad accedere all'Assemblea legislativa dell'Emilia-Romagna il 27 luglio 2015, dopo le dimissioni di Paola Gazzolo entrata nella giunta regionale.
Viene riconfermata consigliera alla successiva tornata elettorale emiliano-romagnola del 2020.

#### Sindaca di Piacenza
In occasione delle elezioni amministrative del 2022, annuncia la sua candidatura alla carica di sindaco di Piacenza, in rappresentanza di una coalizione di centro-sinistra formata, oltre dal PD, da: Lista civica per Piacenza, Piacenza Coraggiosa (appoggiato da Articolo Uno e Green Italia), Piacenza Oltre, Azione e Pensionati Piacentini. Dopo avere ottenuto il 39,93% al primo turno, accedendo al ballottaggio contro la candidata del centro-destra, nonché sindaca uscente Patrizia Barbieri, viene eletta sindaca con il 53,46% dei voti. Si insedia ufficialmente il 29 giugno 2022.
La sindaca ha avviato un ciclo di incontri nei bar denominati Un caffè con Katia dove incontra i cittadini la mattina per discutere dei problemi della città.

## Vita privata
Divorziata, già sposata con un cittadino americano, ha avuto due figli. Nel settembre 2021 ha perso il figlio diciottenne Kristopher Dixon, coinvolto in un incidente stradale a Roma.